# محمد زارعی (وزنه‌بردار)
هادی اسدی (زاده ۲۰ دی ۱۳۶۹) وزنه‌بردار اهل ایران است.
از افتخارات وی می‌توان به کسب مدال برنز حرکت یک‌ضرب مسابقات قهرمانی آسیا بحرین ۲۰۲۲ اشاره کرد.

## افتخارات
- کسب مدال برنز وزن ۸۹ کیلوگرم حرکت یک‌ضرب قهرمانی آسیا در بحرین در سال ۲۰۲۲.[۱۰]
- کسب عنوان پنجمی وزن ۹۴ کیلوگرم بازی‌های کشورهای اسلامی آذربایجان در سال ۲۰۱۷.[۱۱]
- کسب مدال طلا یک‌ضرب، برنز دوضرب و نقره مجموع در وزن ۸۵ کیلوگرم در مسابقات جوانان باشگاه‌های آسیا در ازبکستان در سال ۲۰۰۹.
- کسب مدال نقره یک‌ضرب، برنز دوضرب و نقره مجموع در وزن ۷۷ کیلوگرم در مسابقات جوانان باشگاه‌های آسیا در کره‌جنوبی در سال ۲۰۰۸.
- کسب مدال نقره یک‌ضرب، نقره دوضرب و نقره مجموع در وزن ۷۷ کیلوگرم مسابقات قهرمانی نوجوانان آسیا در کره‌جنوبی در سال ۲۰۰۸.[۱۲]
- کسب مدال نقره یک‌ضرب، نقره دوضرب و نقره مجموع در وزن ۷۷ کیلوگرم در مسابقات جوانان باشگاه‌های آسیا در سوریه در سال ۲۰۰۷.
- کسب مدال طلا یک‌ضرب، طلا دوضرب و طلا مجموع در وزن ۷۷ کیلوگرم در مسابقات قهرمانی نوجوانان آسیا در اردن در سال ۲۰۰۸.

## تورنمنت‌ها
- مسابقات قهرمانی آسیا در بحرین در سال ۲۰۲۲
- مسابقات جوانان باشگاه‌های آسیا در ازبکستان در سال ۲۰۰۹.
- مسابقات جوانان باشگاه‌های آسیا در کره‌جنوبی در سال ۲۰۰۸.
- مسابقات جوانان باشگاه‌های آسیا در سوریه در سال ۲۰۰۷.
- مسابقات قهرمانی نوجوانان آسیا در اردن در سال ۲۰۰۸.
- مسابقات در جام بین‌المللی نامجو تهران در سال ۲۰۰۸.
- مسابقات جوانان جهان رومانی در سال ۲۰۰۹.
- مسابقات المپیک دانشجویان جهان تایوان در سال ۲۰۱۷.
- مسابقات قهرمانی بزرگسالان جهان تایلند در سال ۲۰۱۹.
- مسابقات قهرمانی بزرگسالان جهان عربستان ۲۰۲۳.